# Konrad II Garbaty
Konrad II Garbaty (ur. 1260–1265, zm. 11 października 1304) – książę ścinawski w latach 1278–1284 i żagański 1284–1304.

## Życiorys
Konrad był drugim pod względem starszeństwa synem Konrada I głogowskiego i Salomei Odonicówny. Przydomek księcia pojawia się już w kronikach z epoki i prawdopodobnie stał się przyczyną przeznaczenia Konrada do kariery duchownej. Pomimo tego uczestniczył w podziale ojcowizny w 1278 roku, kiedy otrzymał księstwo ze stolicą w Ścinawie. Konrad II księciem ścinawskim był tylko przez sześć lat, bowiem w 1284 roku nastąpiła zaskakująca zamiana księstwami z młodszym bratem Przemkiem. Przyczyną tego kroku mogły być naciski księcia wrocławskiego Henryka IV Probusa, który wolał mieć u swoich granic bardziej uległego Przemka.
Po raz pierwszy Konrad II pojawił się w źródłach przy okazji uroczystości kanonizacji swojej prababki Jadwigi Merańskiej, w której uczestniczył w 1267 roku jako kilkuletnie dziecko. Dziesięć lat później uczestniczył w przegranej kampanii swojego starszego brata Henryka III Głogowczyka zakończonej bitwą pod Stolcem 24 kwietnia 1277 roku.
Wkrótce po tych wydarzeniach Konrad został wysłany do Włoch (Bolonii) na studia, dzięki którym miał osiągnąć wiedzę niezbędną do objęcia ważnych stanowisk kościelnych. Na czas jego nieobecności opiekę nad księstwem ściniawskim przejął Henryk IV Probus. Kiedy jednak Konrad II powrócił w 1280 roku do kraju książę wrocławski odmówił zwrócenia mu księstwa. Dopiero rok później na skutek nacisków biskupa wrocławskiego Tomasza II i po uznaniu swojej zwierzchności Henryk IV zwrócił Ścinawę Konradowi.
Po powrocie do kraju Konrad objął również pierwsze stanowiska kościelne. Najpierw od ok. 1281 roku został prepozytem lubuskim, od 1287 roku dzięki pomocy biskupa Tomasza II objął stanowisko prepozyta wrocławskiego. W 1292 roku był jednym z kandydatów na biskupa wrocławskiego, jednak z powodu oporu kapituły, wybór padł na Jana Romkę.
Bardzo różnie układały się stosunki Konrada z Henrykiem III Głogowczykiem. Początkowo między braćmi nie dochodziło do żadnych zadrażnień. Widzimy to m.in. we wspólnym wystąpieniu Konrada i Henryka z pretensjami do spadku po zmarłym tragicznie w bitwie pod Siewierzem Przemku (ziemie jego zostały zagarnięte przez Probusa z tytułu zwierzchności), czy poparciu udzielonym przez Konrada w rozmowach Henryka z Przemysłem II Wielkopolskim, czy jego późniejszych wojnach z Henrykiem V Brzuchatym. Dobre stosunki zostały zerwane w 1296 roku, kiedy Konrad II korzystając z zaangażowanie Henryka III w Wielkopolsce przyłączył się do wojującego z bratem księcia jaworskiego Bolka I. Rodzący się wtedy konflikt zażegnano rok później na wiecu w Zwanowicach, gdzie Henryk III potwierdził przynależność Lubina i Wińska z dzielnicy ściniawskiej do Konrada II.
5 marca 1299 roku przed Konradem II otworzyła się wielka szansa rozpoczęcie wspaniałej kariery kościelnej. Dzięki wstawiennictwu szwagra Albrechta II hrabiego Gorycji, kapituła akwilejska wybrała go na stanowisko patriarchy. Książę żagański nie dotarł jednakże do swojej nowej diecezji zatrzymując się w połowie drogi w Wiedniu, gdyż jak mówi „Kronika książąt polskich”: tam dokąd zmierza „mają tylko wino, a nie ma przyrządzonego z pszenicy piwa, na którym wychował się od dzieciństwa”. Oczywiście sensacyjny ten powód, nie był głównym powodem powrotu Konrada do kraju. Tym właściwym było nie zatwierdzenie jego kandydatury przez papieża Bonifacego VIII.
Powrót Konrada II do księstwa żagańskiego zaskoczył Henryka III Głogowczyka, który tymczasem na dobre zadomowił się we włościach brata. Henryk nie przebierający w swoim życiu w środkach i tym razem zdecydował się na uwięzienie konkurenta. Nie trafił jednak dobrze z pomysłem, gdyż za Konradem opowiedziało się rycerstwo żagańskie, książę jaworski Bolko I, oraz biskup wrocławski (który zdecydował się nawet do sięgnięcia do największej broni: klątwy na Henryka III i interdyktu na kraj). Ostatecznie Konrad II odzyskał wolność i księstwo, jednak stosunki między braćmi już do końca życia były bardzo napięte.
Konrad II Garbaty zmarł 11 października 1304 roku i został pochowany w klasztorze Cystersów w Lubiążu. Dopiero wtedy Henryk III Głogowczyk mógł połączyć księstwo żagańskie ze swoją dziedziną.

grafiki związane z Konradem II Garbatym
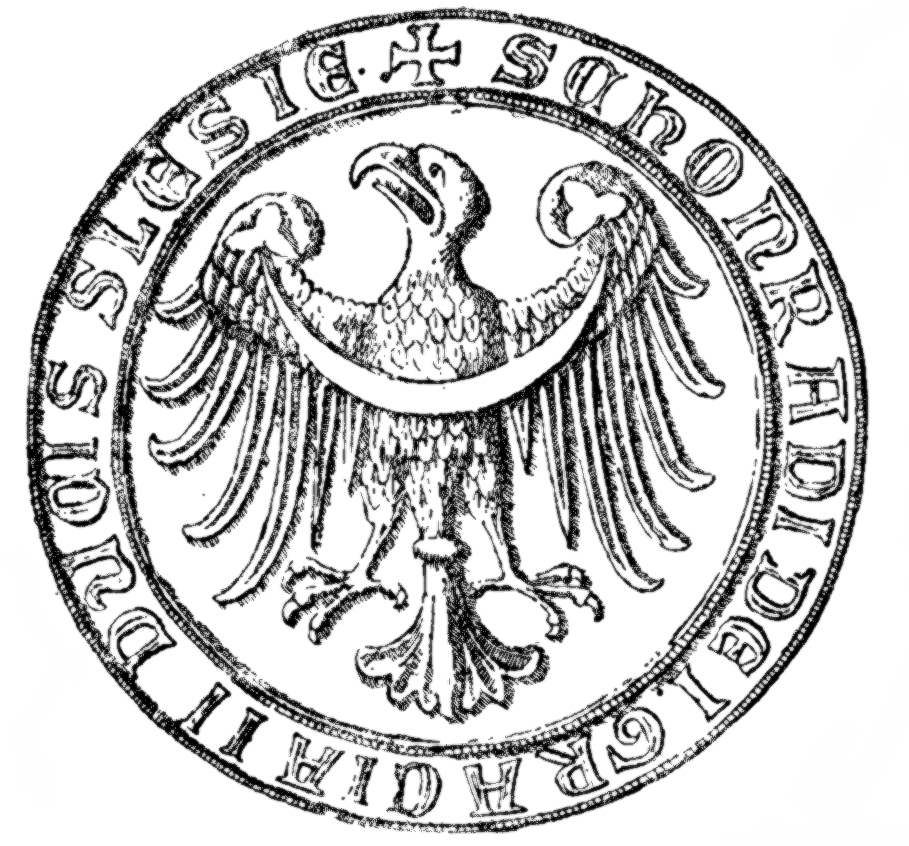
Pieczęć Konrada II Garbatego z 1283
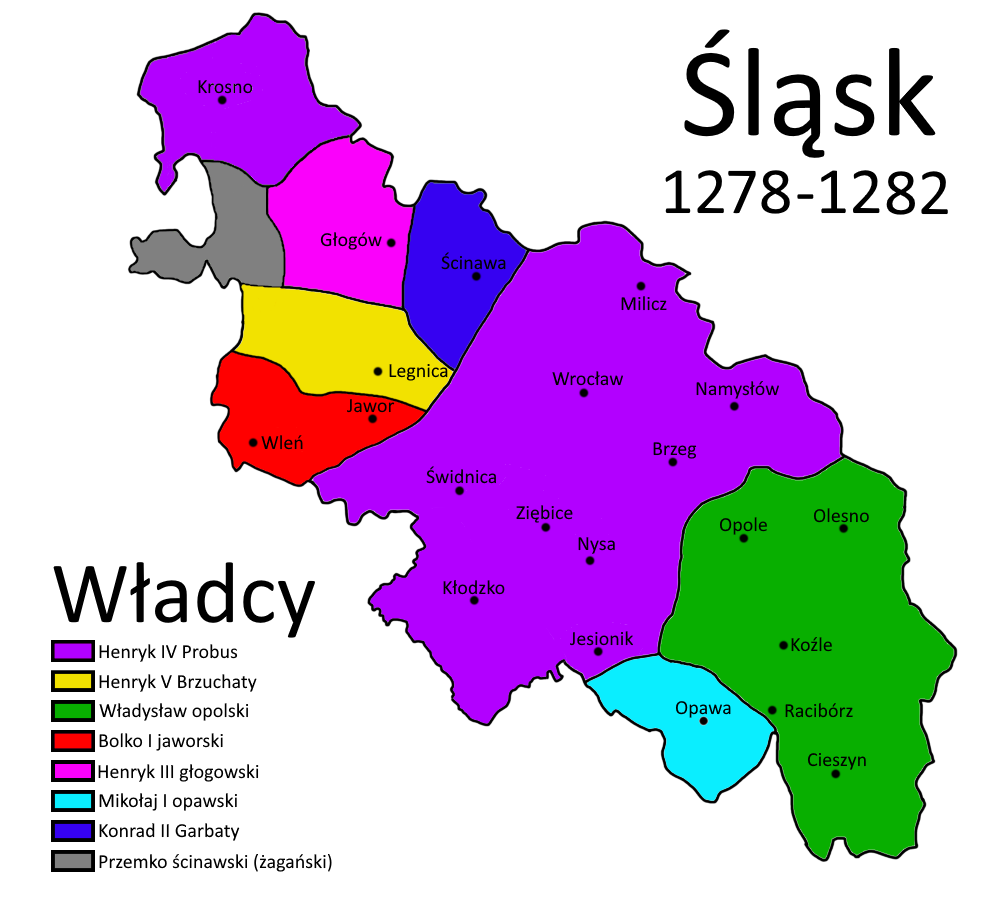
Księstwo ścinawskie pod panowaniem Konrada II w latach 1278-1282 (granatowy)
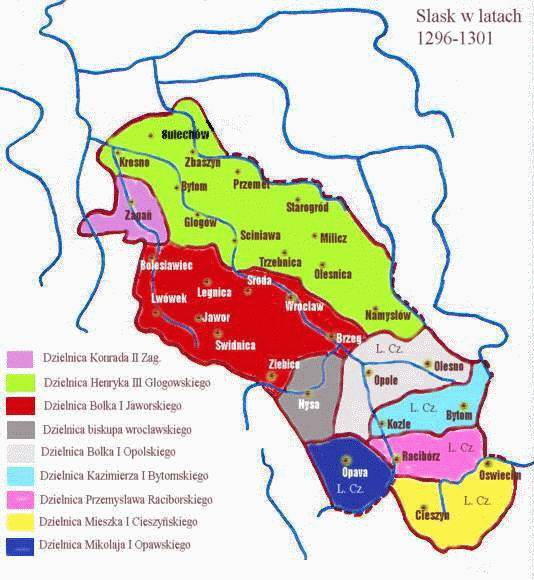
Księstwo żagańskie pod rządami Konrada II w latach 1284–1304 (kolor fioletowy)